# Ophrys atlantica
Ophrys atlantica là một loài thực vật có hoa trong họ Lan. Loài này được Munby mô tả khoa học đầu tiên năm 1856.